# David Theodor Andersson
David Theodor Andersson, född 17 juli 1882 i Gävle, död 28 augusti 1953 i Stockholm, var en svensk fabrikör.
Hans föräldrar var modellverkmästare August Andersson och Carolina Johansson. Han hade fyra syskon - brodern Gustaf samt systrarna Naemi, Gerda och Ester. Han gifte sig den 1 november 1920 med Bertha Carolina Jansson (1877-1948).
Efter avslutad skolgång gick han 1895-1898 som lärling på AB Gefle Verkstäder. Han var sedan anställd 1898-1900 på Robert Sjöströms Mekaniska Verkstad i Gävle, 1900-1902 på AB Södra Varvets Maskinverkstäder i Stockholm, 1902-1905 på AB Separator (nuvarande Alfa Laval), 1905 på AB Diesels Motorer (nuvarande Atlas Copco) i Stockholm och 1905-1906 på Ammunitionsfabriken i Karlsborg.
1906 fick han anställning vid Fabrique National i Liége i Belgien. 1906-1914 vistades han i Belgiska Kongo, anställd av belgiska staten som vapenmekaniker och vapeninspektör. Efter att ha återvänt till Sverige etablerade han en egen mekanisk verkstad i Stockholm under firmanamnet D. Andersson & Co.
Etnografiska museet i Stockholm har i sina samlingar ett 70-tal föremål från Anderssons dödsbo, insamlade av honom i Belgiska Kongo, bland annat spjut, svärd, yxor och trästatyetter. De flesta av föremålen var en gåva, i enlighet med makarna Anderssons gemensamma testamente den 7 april 1940, och överlämnades efter Anderssons död 1953 till dåvarande Statens etnografiska museum av hans syster Gerda.